# Jorge Cham
Jorge Cham (né en mai 1976) est un auteur de bande dessinée et un ingénieur en robotique panaméen. Il est surtout connu pour sa bande dessinée en ligne Piled Higher and Deeper (PhD Comics), qu'il a commencée lorsqu'il était doctorant à l'Université Stanford aux États-Unis. PhD Comics est syndiquée dans plusieurs journaux universitaires américaines et a fait l'objet de quatre recueils.

## Biographie
En 1997, Jorge Cham obtient une licence de Georgia Tech. Il décroche par la suite un doctorat en génie mécanique de l'Université Stanford avant de travailler comme instructeur et chercheur au Caltech dans le domaine des prothèses neurales (en).
En 2005, Cham entame une tournée dans plus de 80 universités pour prononcer la conférence The Power of Procrastination (« Le pouvoir de la procrastination »). Dans sa conférence, Cham parle de la création de sa bande dessinée et évoque les angoisses des étudiants des deuxième et troisième cycles. Il se penche également sur la culpabilité et les mythes associés à la procrastination et prétend que dans la majorité des cas, c'est une bonne chose.